# M3軽戦車
M3軽戦車（英語：Light Tank M3）は、アメリカ合衆国で開発され、第二次世界大戦中に連合国軍が使用した軽戦車。
本車をレンドリースされたイギリス軍によって付けられた愛称は、南北戦争時に南軍騎兵隊を率いたJ・E・B・スチュアート将軍から取った「ゼネラル・スチュアート」あるいは「スチュアート」。最初に北アフリカで本車を使用したイギリス軍兵士からは「ハニー」（可愛い奴）とも呼ばれた。
本車の生産は1943年をもって終了し、改良型のM5軽戦車（型式番号M3E2、愛称は引き続き「スチュアート」）に切り替わったが、M3軽戦車も引き続き実戦投入されている。

## 開発の経緯
第二次世界大戦前にアメリカが開発したM2軽戦車は優れた車輌であり、1941年6月にレンドリース法によりM2A4軽戦車36輌がイギリス軍に貸与され、「スチュアート」の愛称が付けられた。これは以前のスペイン内戦でのソ連製・ドイツ製・イタリア製戦車の実戦による教訓から、対戦車砲に抗し得ない薄い装甲が問題とされ、M2A2までは16 mm しかなかった車体前面装甲を、25.4 mm（1インチ）に強化していた。しかしこれでも37 mm 対戦車砲に対しては不十分であり、38.1 mm（1.5インチ）に強化した新型軽戦車を開発することとなった。
前述の通り改良の重点は装甲の強化に置かれ、車体自体も後方に延長された。装甲厚の増加と車体の大型化に伴い重量はM2A4軽戦車の11.6トンから12.7トンに増えたが、誘導輪を大型化して地面と接する様に改められ、接地圧の増大を考慮した。装甲は、リベット接合とボルト締めであった。この当時はまだ溶接技術が未熟であり、仕方のない選択ではあったが、射撃試験でリベットの頭に被弾すると残りの部分が弾け飛び、車内の乗員を殺傷する恐れがあることが判明した。装甲板に傾斜はつけられず、避弾経始は考慮されていなかった。傾斜装甲の車体は車内容積が減るための措置だが、逆に居住性はよく、量産性に優れていた。車内からの視認性が悪く、またビルマ戦線に投入された車輌はペリスコープに防弾ガラスを装着していなかったので、歩兵の肉薄攻撃に弱かった。
武装面では、M5 37 mm 戦車砲（基本的に対戦車砲のまま）を搭載したM2A4軽戦車とM3軽戦車前期生産型では駐退復座機が露出していたが、M3軽戦車後期生産型からは車載専用のM6 37 mm 戦車砲（砲身長も53.5口径に戻された）が搭載されたため、駐退復座機は防盾内に収められている。旋回ハンドルは装填手側に付いていて車長兼砲手には使いづらく、供与されたイギリス軍では反対側に移動させている。ビルマの戦いで日本軍と交戦した際、M3軽戦車は距離1,500メートル程度から発砲を開始、九五式軽戦車の装甲（15ミリ）を貫通した記録がある。
M2A4軽戦車から追加され、車体左右袖部のスポンソン前面に固定装備された2挺のM1919M4 7.62 mm 機銃は、M3軽戦車にもそのまま残されていたが、役に立たないとして後に撤去され、開口部はパッチで塞がれ、スポンソン内は物置にされた。そのため、M1919M4 7.62㎜ 機銃は、主砲同軸機銃と車体前面右側と砲塔上面の3挺である。
これらの改良を終えた1940年7月の時点で本車は正式に“M3軽戦車”として採用された。ただし、生産を担当するアメリカン・カー&ファウンドリ社がM2A4軽戦車の生産を継続していたため、生産開始は1941年3月であった。
この間にも刻々と状況が変化する戦場からは様々な情報が寄せられ、本車は生産途中にも様々な変更箇所が加えられた。
初期生産型では7角形のリベット接合式砲塔（D37812）を搭載していたが、生産第279号車からは新たに溶接式砲塔（D38976）に変更されている。更に1942年の生産第1946号車以降では、曲げ加工された均質圧延装甲と、鋳造製の砲塔前面を溶接して組み立てた馬蹄形の砲塔（D39273）が採用され、さらに同年半ばからの生産車では主砲にジャイロ・スタビライザー（砲安定装置）が追加された。M3A1と併行生産されたイギリス軍向けの最後期型では、車体も生産性のアップのため溶接式に改められていた。
エンジンはコンチネンタル社（英語版）製のW-670-9A星型7気筒空冷ガソリンエンジン（出力262 hp）であったが、1941年7月からギバースン社製の T-1020-4 星型9気筒空冷ディーゼルエンジン（出力245 hp）を搭載した型も併行生産され、これはイギリス軍ではガソリンエンジン型の「スチュアートI」に対し「スチュアートII」と呼ばれた。生産途中には航続距離アップのため車体後部に投棄可能な25ガロン燃料タンク（増槽）が2個追加された。
また、M3軽戦車にキャデラック社製の4ストロークV型8気筒液冷ガソリンエンジン 2基を搭載する改良が行われ、M3E2という形式名でテストされた後、M5軽戦車として制式化された。M5軽戦車は、イギリス軍では「スチュアートVI」と呼ばれた。
M3軽戦車は生産が中止される1942年8月までに計5,811輌が生産されている。ガソリンエンジン搭載型が4,526両、ディーゼルエンジン搭載型が1,285両であった。

## バリエーション
M3軽戦車には以下のようなバリエーションがある。
M3A1
周囲視認用のペリスコープを装備し、車長用キューポラを廃止して左右2つのハッチにすることで全高が低くなった。このD58101型砲塔は動力旋回式となり、より新型のD58133型砲塔以降は砲塔バスケットを採用することで砲の指向が早くなり、目標追従性が向上、砲手を兼ねていた戦車長は、装填手を兼ねるように役割が変更されている。しかしイギリス軍では、戦闘時に副操縦手兼前方機銃手が砲手となり、戦車長はその後ろ（キューポラ下）に下がり、狭い砲塔に3人も入ったためバスケットはむしろ邪魔であった。このためバスケット無しの新型砲塔を載せ車体も溶接組み立てとなったM3（イギリス軍での通称・スチュアート・ハイブリッド）が、M3A1の生産開始以降もしばらく併行して作られ続けた。なお、戦闘室前面左右に固定装備されていた7.62 mm 機関銃は最初から廃止されていた。
1941年8月に開発が始まり、生産は1942年5月にスタート、生産終了の1943年2月までにガソリンエンジン型4,410輌とディーゼルエンジン型211輌が完成した。イギリス軍での名称はガソリンエンジン型が「スチュアートIII」、ディーゼルエンジン型が「スチュアートIV」。
M3A2
M3A1の車体を溶接構造とした試作車。量産はされなかった。
M3A3
1942年8月に制式化され、同年12月より生産が始められM3軽戦車の最終生産型。同年3月からすでに生産が開始されていたM5軽戦車の影響を受けている。
車体は完全に溶接構造となり、1枚構成となった前面装甲板には約20度の傾斜がつけられ、スマートになった。面積が大きくなった車体前面装甲は側面同様の厚さ25.4mmに減少したが、傾斜が付けられているため以前の垂直に切り立った38.1mm装甲に近い防御力であった。また車体側面装甲はM5では垂直に立っているが、M3A3では傾斜している。
軽量化のためまた、操縦席は前に移動し、車体容積が増加した。これに伴い37 mm 砲弾の携行数は103発から174発に増え、さらに燃料タンクが2個追加され、航続距離が113 km から217 km へ増加した。
また、エンジンにはエア・クリーナが装着された。それ以前のイギリス軍向けM3同様に足周りにはサンドシールドが装着され、砲塔も形状が変更された。
生産終了の1943年10月までに3,427輌が完成したが、M5を採用したアメリカ軍では使用されず、全て外国（イギリス連邦軍、自由フランス軍、中国国民党軍など）へ供与された。イギリス軍での名称は「スチュアートV」。
M5
M3軽戦車にキャデラック社製の4ストロークV型8気筒液冷ガソリンエンジン 2基を搭載し、車体構造を単純化、正面装甲を傾斜した一枚板にするなどした発展型。1942年2月に制式化され、1942年3月から1942年12月まで、2,074両が生産された。イギリス軍での名称は「スチュアートVI」。

M5A1
M5軽戦車にM3A3の新型砲塔を搭載するなどした改良型。1943年1月から1944年6月まで、6,810両が生産された。イギリス軍での名称は、M5と同じで「スチュアートVI」。

### 派生型

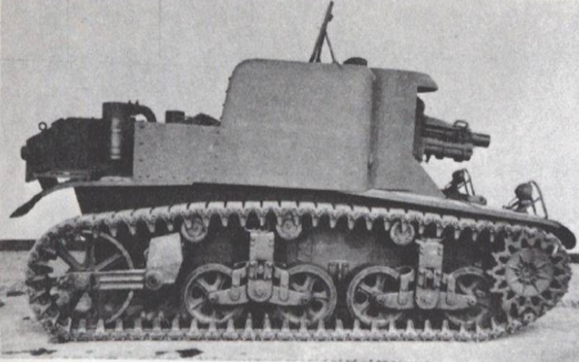
T18 HMC
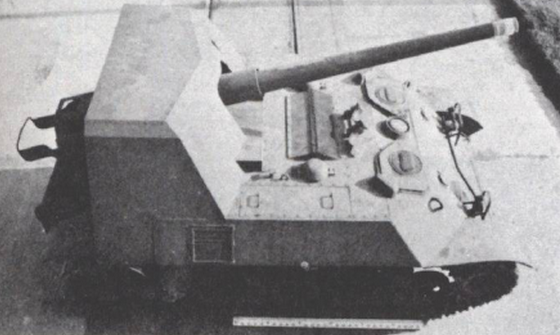
T56 GMC
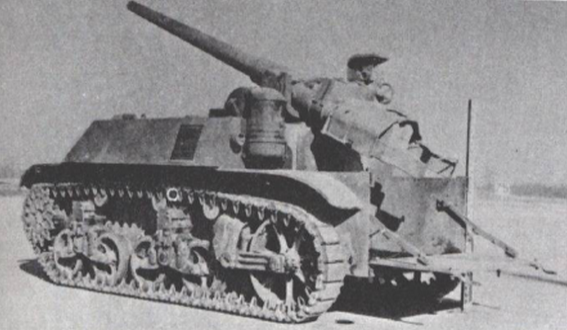
T57 GMC
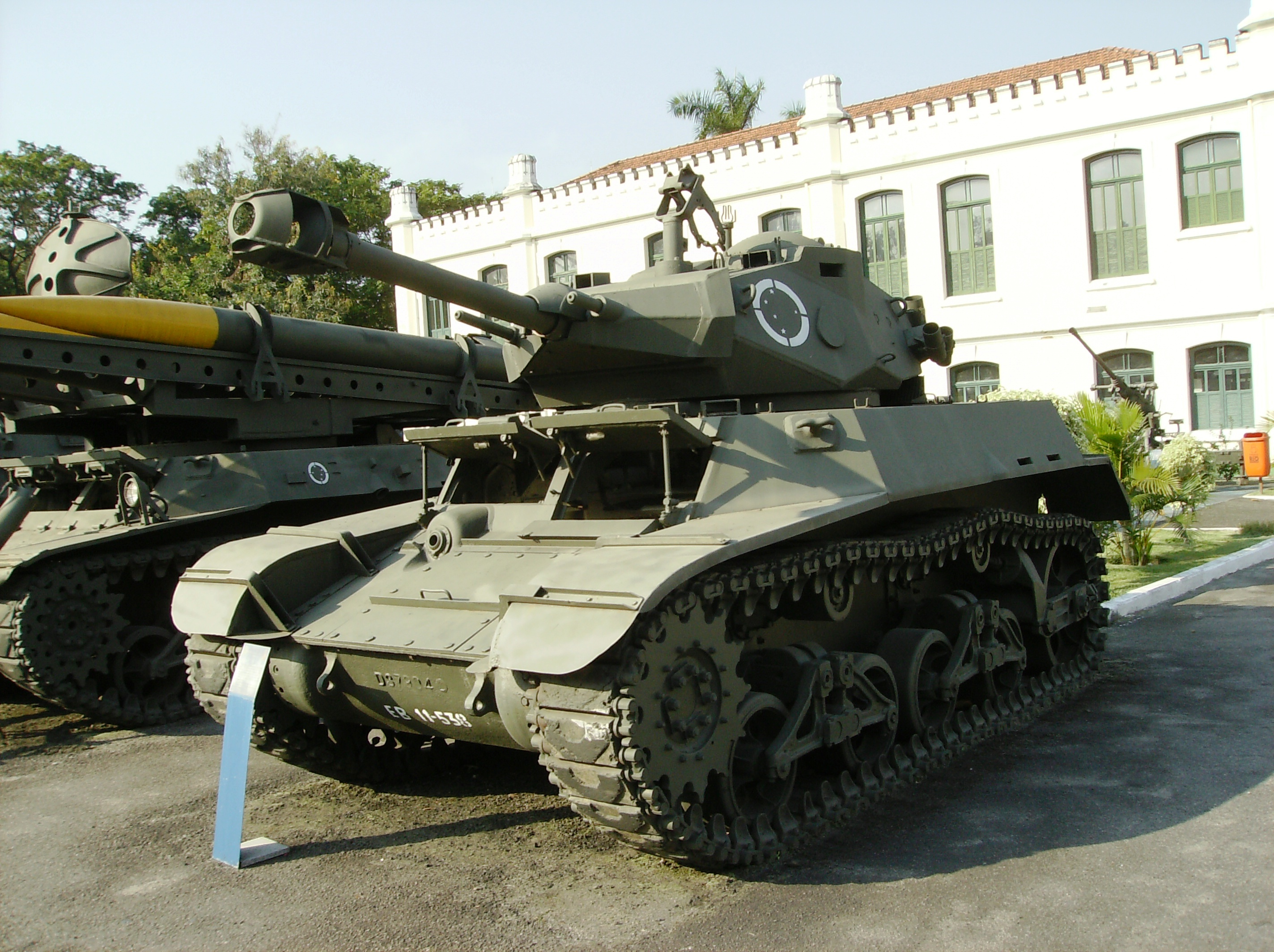
ベルナルディーニ X1A

※M5軽戦車の派生型については、M5軽戦車#バリエーションを参照。
M3スチュアート改造 18ポンド自走砲
1942年の北アフリカで、イギリス軍が、アメリカから供与されたM3スチュアートの砲塔を取り除いて、18ポンド砲を防盾ごと据え付けた、即製自走砲。
T18 HMC
M3の車台上に大型の天井付きの鋳造製固定戦闘室を設け、M1A1 75mm榴弾砲を搭載した自走榴弾砲の試作車。
軟鉄製の戦闘室を持つ試作車2輌が製作されたが、背の高い戦闘室とフロントヘビーが原因で、アバディーン性能試験場での試験で満足する結果を出せず、旋回砲塔を持つM8 75mm自走榴弾砲の制式化により、1942年4月に開発中止となった。

T56 GMC
M3A3の車台上に3インチ（76.2mm）高射砲M1918を搭載した戦車駆逐車（対戦車自走砲）。試作のみ。砲の前面に防盾がある。エンジンを車体前方に移動し、車体後方に砲を搭載した。
T57 GMC
M3A3の車台上に3インチ（76.2mm）高射砲M1918を搭載した戦車駆逐車（対戦車自走砲）。
試作のみ。エンジンを車体前方に移動し、車体後方に砲を搭載した。T56のエンジンが重量に対し出力不足のため、M3中戦車と同じコンチネンタル R-975系に換装し、重量軽減のために砲の前面の防盾を撤去した。
T56とT57はどちらもアバディーン性能試験場での試験で満足する結果を出せず、1943年2月に開発中止となった。
M3A3 w/PaK40
ユーゴスラビアのパルチザンが、対独戦に運用した車両で、アメリカから供与されたM3A3 スチュアートに、ドイツから鹵獲したPaK40を搭載した。
ベルナルディーニ X1A
1970年代にブラジルで開発された改造型で、M3A1/A3の車体に新型砲塔を搭載し、主砲としてDEFA F1 90㎜砲を装備したもの。
1975年から78年にかけて80両が生産され、少なくとも1990年代後半頃まで運用されていた。
- T18 HMC
- T56 GMC
- T57 GMC
- ベルナルディーニ X1A

## 配備と運用
大量生産されたM3軽戦車は他の多くのアメリカ製兵器と同じく、同盟国イギリスを始めとしてソ連、フランス、オーストラリア、中国などに供与された。イギリス軍は本車を北アフリカでの戦いに投入し、その信頼性の高さから親しみを込めて「ハニー」という愛称で呼ばれた。
本車が北アフリカに到着した直後にはクルセーダー作戦が発動され、本車も1ヶ連隊（約150輌）が参加した。ここではM3軽戦車は巡航戦車代わりとして活用されたが、火力・装甲ともに不足しており多くの損害を出した。M3軽戦車は信頼性が高く、機動力に優れた軽戦車ではあったが、車体が小さくより大きな砲が搭載できなかったこと、および履帯幅が狭く接地圧が高いこと、航続距離が短いこと等の欠点があった。このため北アフリカでの戦闘任務は、新たに供給されたM3中戦車グラントやM4シャーマン中戦車により取って代わられ、M3軽戦車は偵察任務にまわされるようになった。
この後、チュニジアで戦ったアメリカ軍のM3A1もドイツ戦車に挑んで大損害を出し、このクラスの軽戦車がドイツ軍相手に戦車戦や歩兵支援を行うことの限界を露呈してしまった。更に1942年中期以降は、新型のM5軽戦車が配備され始め、次第に押し出される形で1943年にはアメリカ軍の第一線装備から外された。自由フランス軍や西部ポーランド軍、ビルマ方面のイギリス軍などではM3A3が使われ続けていたが、ヨーロッパのイギリス連邦軍ではM3A3の砲塔を撤去し、弾薬運搬車や砲牽引車に改造されたものも多い。またイタリア戦線のイギリス軍ではやはりM3A3の砲塔を撤去、武装を機銃のみとして軽量化し機動力を増加させた、スチュアート・レッキ偵察車に改造されている。
極東では1941年9月下旬に第194戦車大隊（M3軽戦車53輌）、11月に第192戦車大隊（M3軽戦車54輌）が輸送船に乗ってフィリピンに到着した。この増援により、マッカーサー将軍のアメリカ極東陸軍は機甲戦力を手に入れた。太平洋戦争（大東亜戦争）勃発と共に日本軍は南方作戦を発動し、フィリピンにも八九式中戦車や九五式軽戦車、小数の九七式中戦車を含む陸軍部隊が上陸した。1941年12月22日に日本軍がルソン島に上陸した際、これを迎撃に出たM3軽戦車15輌は戦車第4連隊第2中隊第1小隊所属の九五式軽戦車と戦闘を行っている。M3の正面装甲は九五式軽戦車の37 mm 砲を全て跳ね返したが、被弾炎上、履帯切断、敵小隊長車による体当たり等により5輌が行動不能となり撃退された。なおこれが日米初の戦車戦であるとされる。
その後空襲などにより損害が増えつつあった両戦車大隊は、バターン半島に後退して再編成された。日本軍の攻撃に対し、1942年4月8日まで歩兵部隊と共にバターン半島を死守し、第一次バターン半島攻略戦では日本軍の攻略を食い止めた。続いて第二次バターン半島攻略戦において、戦車第7連隊 臨時松岡中隊所属の一式四十七粍戦車砲を搭載した九七式中戦車改と交戦しており、松岡中隊側の戦闘詳報によれば航空支援との共同で3輌のM3軽戦車を撃破、臨時松岡中隊側には損害無しと表記されてある。結果としてはフィリピン方面では制空権、制海権を奪われ、第二線、第三線の防衛ラインが突破されたこともあり両大隊は残存車輛を全て破壊した上で降伏し、日本軍の捕虜となった。
また、1942年2月にビルマ（当時）のラングーンをめぐる戦いではイギリス第7機甲旅団隷下王立第2戦車連隊所属のM3軽戦車(総数約115輌、又は150輌）が歩兵の火力支援などで活躍した。その中で華々しい活躍は、ラングーンの北東80 km に位置するペグー付近の戦闘であった。十数輌のM3が戦車第2連隊軽戦車中隊所属の九五式軽戦車4輌を1,500 mの距離から撃破している。日本側は「戦車対戦車の場合は、九七式中戦車級が必要」と分析している。一方、同じくビルマの戦いの1942年4月27～28日の戦闘では戦車第1連隊の九七式中戦車と交戦するが、榴弾による遠距離からの集中攻撃を受けて5輌のM3軽戦車が撃破されている。なお日本軍側の損害は九七式中戦車1輌が被弾貫通により走行装置が破損、乗員死傷無しと戦闘詳報に記載されている。
ただし第7機甲旅団の活躍をもってしても日本軍の進撃を食い止めることはできず、1942年5月には第7機甲旅団は戦車を破壊し、チドウィン川を越えてラングーンから脱出し同市は日本軍の手に落ちている。

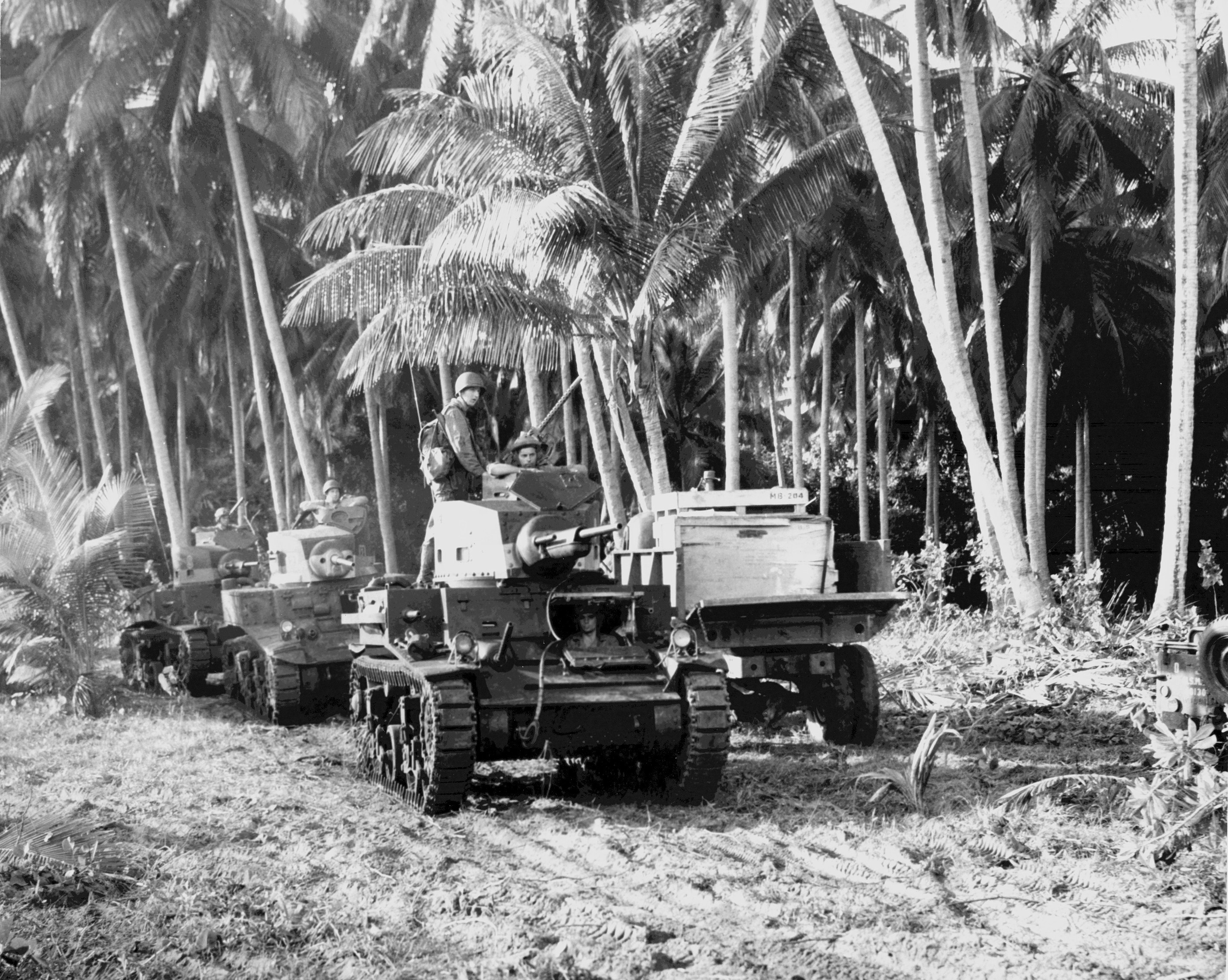
ガ島戦で運用されるM2軽戦車（先頭）とM3軽戦車（二番目）

M3軽戦車は、その後もソロモン諸島の戦いやニューギニアの戦いなどで活躍した。1942年8月7日、ガダルカナル島の戦いで最初に上陸したアメリカ海兵隊（第1海兵師団）第1戦車大隊のA中隊はM2軽戦車（M2A4）を装備していた。ガ島戦では、M2軽戦車とM3軽戦車が共同で戦う光景が見られた。
これら南太平洋での戦闘でも、新型のM5軽戦車や、より強力なM4シャーマン中戦車が配備されるようになると次第に前線から引き上げられ、予備兵器となった。なお予備となったM3の有効活用策として火炎放射器を搭載した火炎放射戦車「サタン」が作られ、マリアナ諸島をめぐる戦いで実戦に投入された。オーストラリア国防軍は供与されたM3中戦車グラントがジャングル戦に向いていないと判断し、同軍の機甲部隊はM3軽戦車とマチルダII歩兵戦車を装備して太平洋戦争後半の反攻作戦に臨んだ（オーストラリア陸軍の戦車）。
1942年1月から翌年3月までの間、M3およびM3A1スチュアルト（スチュアートのロシア語読み）がソ連に対するレンドリース用として供与された。これらは米英戦車が多用された北カフカス方面での戦闘で活躍している。しかしディーゼルエンジン型ではなく、他のソ連戦車より使用する燃料のオクタン価の高いガソリンエンジン型が供与され、運用に問題があったという。
1944年11月、イギリス軍の支援によりダルマチア海岸にM3A1（1輌）、M3A3（56輌）からなるユーゴスラビア第1戦車旅団が上陸し、チトーのパルチザン部隊を支援した。これらの一部は砲塔を撤去し、ドイツ軍から鹵獲した7.5 cm PaK 40や2cm Flakvierling38を搭載した対戦車自走砲や対空自走砲に改造された。
2015年末の時点ではパラグアイ陸軍が少数をM4中戦車とともに訓練用戦車として使用している。

## 日本軍での鹵獲運用

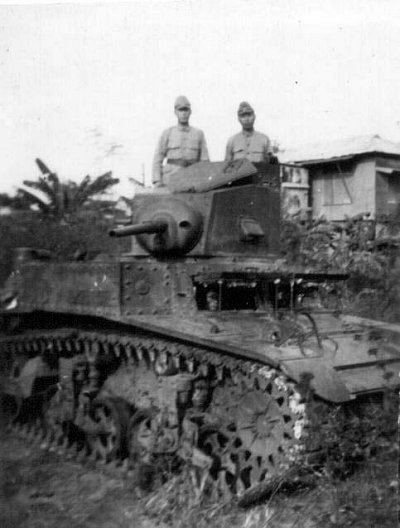
日本軍に鹵獲されたM3軽戦車－1942年1月、フィリピンにて

太平洋戦争初期の南方作戦におけるビルマの戦いで第15軍「林集団」が鹵獲したM3軽戦車を調査したところ、日本側は「アメリカ軍は軽戦車に分類しているが、日本軍の基準では中戦車である」と評価した。軽戦車としては機動力と防御力に優れており、37mm戦車砲M5の攻撃力も九七式中戦車改の一式47mm戦車砲と比較して、極端な差がなかったために第一線で使用され続けた。なお、当時の日本軍は戦車開発において列強から取り残されつつあり、「日本が実戦に投入した最強の戦車は鹵獲したM3軽戦車」などというジョークが存在する。
1942年（昭和17年）4月のコレヒドール島要塞攻略作戦にあたり、前述の臨時松岡中隊所属の九七式中戦車改2輌、九五式軽戦車4輌に混じって1輌のM3軽戦車も参加している。このうち、実際にコレヒドール島に辿り着けたのは九七式中戦車改2輌とM3軽戦車のみだった。しかし予期せぬ戦車の投入によりアメリカ軍守備部隊は恐慌をきたし、結果的に難攻不落とされたコレヒドール要塞も同日中に陥落することとなった。なお上陸地点から台上に進出する際、海岸前面は45度以上の傾斜で九七式中戦車では容易に登坂ができず、砲爆撃や工兵隊が障害物を爆破したもののやはり登坂に失敗した。しかし、M3軽戦車で登坂を試みたところ成功したため九七式中戦車を牽引した、というM3スチュアートの優秀な機動力を象徴するエピソードが残されている。
また、インパール作戦に参加した戦車第14連隊では第1，2，3中隊がM3軽戦車を装備する軽戦車小隊を保有していたほか、作戦発動前には戦力強化のためにM3を装備する第4中隊が新たに編入された。作戦初期の1944年（昭和19年）3月には日本軍のM3軽戦車が英印軍のM3中戦車と戦闘を交え、これを撃破している。しかし無謀な作戦計画による補給の不足や、強力な中戦車を前面に立てて戦闘を行う英印軍の前に、戦車14連隊は装備を失って壊滅し、タイへ撤退している。
この他、戦車第7連隊及び戦車第4連隊が鹵獲したM3軽戦車を装備している。

## 登場作品

### ゲーム
『R.U.S.E.』
アメリカの軽戦車として登場。
『World of Tanks』
アメリカ軽戦車M3 Stuartとして開発可能。イギリス軽戦車Stuart I-IVとして開発可能。ソ連軽戦車M3 Lightとして配布（M3 Stuart Lend Leaseから改名）。
『コール オブ デューティ2 ビッグ レッド ワン』
『トータル・タンク・シミュレーター』
M3A1がアメリカの初期戦車、軽戦車「STUART」として登場。
『ブラザー イン アームズ ロード トゥ ヒル サーティー』
M3A1 スチュアート戦車としてChapter 8の「ヴィエルヴィルでの交戦」とChapter 9の「死の曲がり角」において登場する。
『虫けら戦車』

### 注
1. ↑  供与された4輌のみがエジプトに送られただけで、他は本国に配備された。
2. ↑  小さすぎるとして評判が良くなかった。日本側は「ハッチが閉じにくいので、手榴弾を投げ込みやすい」と評している[9]。
3. ↑  ニュース映像に、渡河に失敗したM3軽戦車が記録されている（NHKアーカイブスポータル）[12]。
4. ↑  第192戦車大隊や第194戦車大隊の捕虜は、バターン死の行進で死亡した者もいるが、戦争を生き延びてアメリカに帰国した者もいる。
5. ↑  ニュース映像に（NHKアーカイブスポータル）、撃破されたり[19]、放棄された[20]軽戦車が記録されている。
6. ↑  アメリカ海兵隊はM3軽戦車の配備を希望していたが、旧式のM2軽戦車を受け取った。M3軽戦車への更新が完了しないまま、ガダルカナル島上陸戦に投入された。
7. ↑  概説（中略）本戰車ハ米軍ニ於テ最近整備中ノモノト判斷セラレ陸軍技術本部發行「米軍兵器概説」ニ於テ新輕戰車トシテ紹介セルモノト推定ス　輕戰車ト稱スルモ國軍ノ基準ニ於テハ寧ロ中戰車級ニ属ス[23]（以下略）